# Francesco Pozzi (Stuckateur)

Francesco Pozzi, gemalt von seinem Sohn Domenico

Francesco Pozzi (* 11. Februar 1704 in Bruzella, Tessin; † 20. Januar 1789 in Castel San Pietro) gehört zu der aus dem Tessin stammenden Künstlerfamilie Pozzi, deren Mitglieder häufig in Süddeutschland und in der Schweiz meist als Stuckateure arbeiteten.
Nicht zu verwechseln ist Pozzi mit dem Kupferstecher Francesco Pozzi (1750–1805) aus Rom sowie dem Bildhauer und Wachskünstler Francesco Pozzi (1779–1844), Professor an der Accademia di Belle Arti in Florenz.

## Herkunft
Das Dorf Bruzella hat heute gerade 180 Einwohner. Es besitzt, wie viele Orte im südlichen Kanton Tessin, eine lange Tradition von Wanderhandwerkern. Bei den beschränkten Möglichkeiten vor Ort, war diese neben dem besonderen gesetzlichen Schutz der dortigen Handwerker vor allem durch die hervorragenden Arbeitsmöglichkeiten begründet, die sich im weiteren Umfeld fanden. Zunächst traten im Mittelalter die Kirche und die Klöster als Arbeitgeber auf, etwa in Mailand, Monza oder Pavia. Das Erstarken der Stadtstaaten in Italien und der künstlerische Aufschwung in der Zeit der Renaissance führten dann dazu, dass hunderte von Tessiner Bauleuten im Norditalien tätig waren, in Genua, Florenz, Venedig und vor allem Rom. 1494 bis 1559 wurde Italien aber zum europäischen Kriegsschauplatz. Dadurch kam es zu einem Niedergang der Bautätigkeit. Neue Arbeitsmöglichkeiten ergaben sich jedoch vorübergehend in Osteuropa, wo Ingenieure beim Festungsbau benötigt wurden. Nach dem Westfälischen Frieden von 1648 schließlich mussten weite Teile Europas wieder aufgebaut werden. Zudem begannen die Zaren in Russland, Paläste und öffentliche Gebäude zu errichten.
Die Steinmetze, Architekten, Maler und Stuckateure aus dem Tessin, die vielfältig miteinander verwandt waren, bildeten große Arbeitsgemeinschaften, um sich in der Fremde gegenseitig Arbeit zu verschaffen und zu unterstützen. Manche blieben in ihrer Wahlheimat, viele aber wanderten jeden Winter, wenn die Bauarbeiten ruhten, zurück in die Heimat.

## Leben
Francesco Pozzi wurde in die Zeit des Spätbarock und des beginnenden Rokoko hineingeboren, eine Zeit, für die überbordende Verzierungen charakteristisch sind. Die Berufswahl des Stuckateurs war für ihn daher wirtschaftlich vernünftig, aber vor allem deshalb naheliegend, weil auch seine Verwandten diesen Beruf ausübten. Ob das auch für seinen Vater und seinen Großvater väterlicherseits zutraf, ist nicht sicher; immerhin waren beide mit Töchtern von Stuckateuren verheiratet. Mütterlicherseits jedenfalls waren der Großvater Antonio Carabelli, der Onkel Giovan Albino Carabelli und der Großonkel Giovanni Pietro Magni Stuckateure. Denkbar ist, dass letzterer seine Ausbildung übernahm, denn er hatte sich in dieser Zeit nach langer Tätigkeit im Raum Ober- und Unterfranken in der Heimat zur Ruhe gesetzt.
1728 heiratete Pozzi Ursula Petondi Tochter eines Architekten aus Morbio Superiore. Aus dieser Ehe gingen zehn Kinder hervor, von denen allerdings drei jung starben. Im Alter von 52 Jahren konnte Pozzi sich schließlich in seiner Heimat niederlassen, wo er Grundstücke, Häuser und Weinberge für seine inzwischen sehr große Familie (allein seine Tochter Giuseppa hatte neun Kinder) kaufte und öffentliche Gemeindeämter bekleidete. Nach dem Tod seiner Frau heiratete er 1776 ein zweites Mal.
Die vier Töchter Pozzis heirateten künstlerisch tätige Handwerker. Die drei Söhne, die er zunächst selbst unterrichtete, schlugen ebenfalls eine künstlerische Laufbahn ein: Giuseppe (1732–1811) wurde Hofstuckateur in Mannheim, wo er sich auch niederließ, Carlo Luca (1734–1812) wurde Bildhauer und Stuckateur, Domenico (1745–1796) wurde Historien- und Porträtmaler. Von ihm hat sich in der Familie das oben gezeigte Bildnis seines Vaters erhalten.

## Werk
Es ist denkbar, dass Pozzi im Anschluss an seine Lehrzeit etwa zwischen 1721 und 1729 in der Werkstatt des Giovan Battista Clerici (1673–1736) mitgearbeitet hat, nämlich in den Schlössern von Mannheim und Schwetzingen sowie im Kloster St. Peter im Schwarzwald. 1729 wird Pozzi mit seinem Stuckatorenteam erstmals namentlich erwähnt, nämlich in der Zusammenarbeit mit dem Baumeister Johann Caspar Bagnato bei Altshausen. Bagnato, dessen Vorfahren ebenfalls aus dem Tessin stammten, arbeitete für die Deutschordensballei Schwaben-Elsass-Burgund und übte die Tätigkeit eines Generalunternehmers aus, der die Verantwortung für ganze Gebäude vom Rohbau bis zur Ausgestaltung der Innenräume innehatte. Pozzi und der Freskenmaler Giuseppe Appiani blieben nicht nur Bagnato bis zu dessen Tod verbunden, sondern später auch seinem Sohn Franz Anton Bagnato. Pozzi war ein „hervorragender Mitarbeiter“ Bagnatos, der auch mit dem Stuckateur Joseph Anton Feuchtmayer zusammenarbeitete, „der allerdings Pozzi an Qualität (und wohl auch Preis) überragte.“ Bei Pozzi „fällt vor allem sein Raumgefühl auf, nicht nur im wörtlichen Sinne und allgemein, sondern auch innerhalb der einzelnen Gebilde und beim Deckenstuck im Verhältnis zur freien Fläche… So körperhaft, so verdichtet die Formen selbst sind, so leicht und beschwingt können sie auch sein… Die Luft um sie wird nicht schwer. Sie ist mitreißend und gleichsam feurig, ist leuchtend, aber sie kann auch ganz zart versprühen, verwehen.“

### Weitere Werke Pozzis
- Schloss und Kirche Mainau (1737–1740): Bagnato setzte Pozzi (teilweise zusammen mit Giuseppe Maria Clerici) für die Wand- und Deckenornamente, Feuchtmayer für die Altäre und Franz Josef Spiegler für die Fresken ein. Er selbst starb hier 1757 bei der Ausführung weiterer Arbeiten und ist in der Kirche begraben.[9]

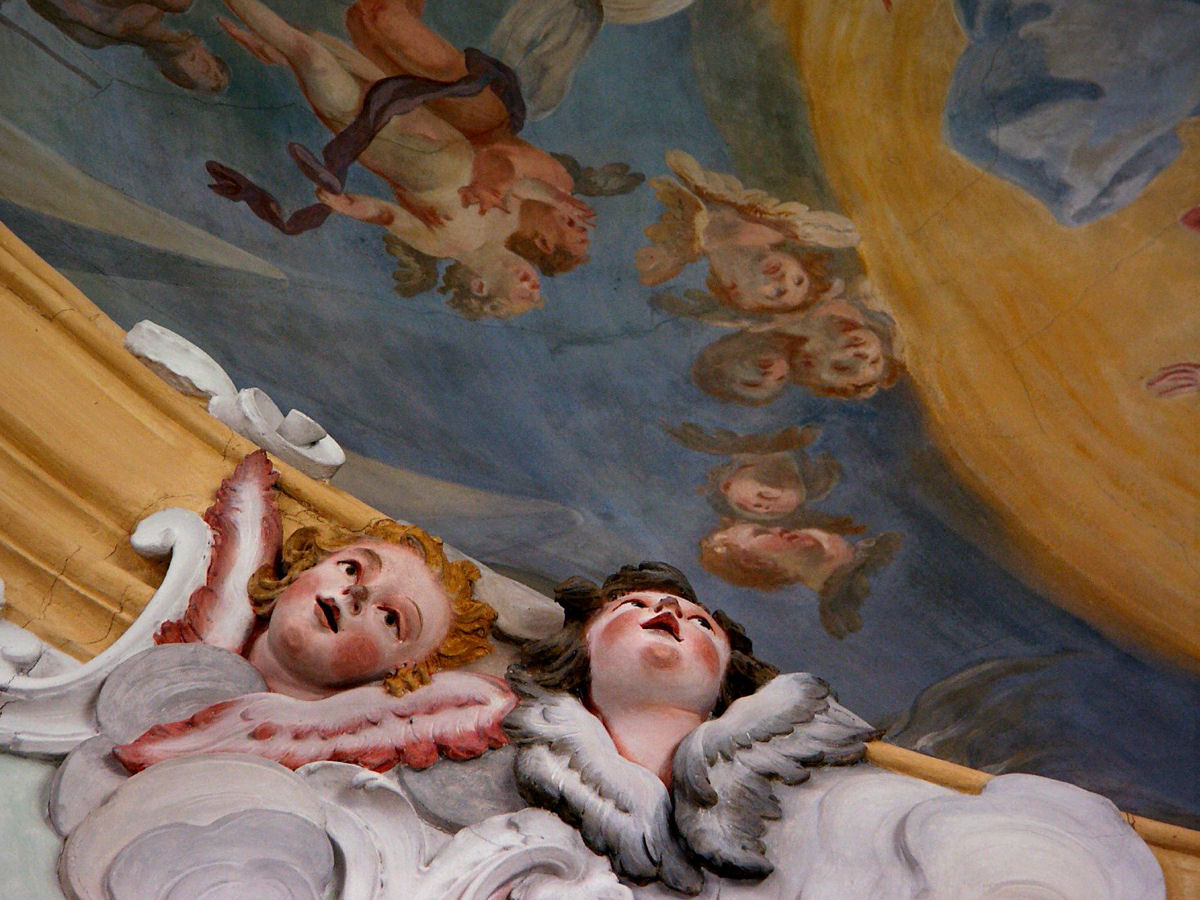
Francesco Pozzi. Stuckarbeiten, Pfarrkirche St. Remigius, Merdingen, 1741

- Pfarrkirche St. Remigius Merdingen (1741). Bagnato arbeitete mit demselben Team wie auf der Mainau. „So köstliche Einzelheiten wie das Engelkind der Chorkuppel-Ausmalung, das (zur Hälfte gemalt, zur Hälfte in Stuck auf dem Basisrahmen sitzend) beim Betrachter den Eindruck erweckt, der Himmel selbst habe sich hier mit dem geschaffenen Raum verbunden, waren nur möglich, weil alle Beteiligten den Willen hatten, gemeinsam ein Kunstwerk zu schaffen.“[10]
- Schloss Beuggen (1752–1757): Bagnato erweiterte die ehemalige Kommende des Deutschen Ordens, wobei Pozzi das Portal und die Stuckdekoration im Inneren ausführte.
- Kloster Obermarchtal (1753–1756): Drei Jahre arbeitete hier das Team Bagnato/Pozzi/Appiani an der barocken Ausschmückung der mittelalterlichen Klostergebäude. Das Refektorium wurde „das Schönste des oberschwäbischen Barocks.“[9] Hier waren bereits die beiden Söhne Pozzis, vor allem Giuseppe, an der Arbeitsausführung beteiligt. Das gilt auch für die weiteren Werke, die parallel geschaffen wurden: Pfarrkirche Sankt Afra Obernheim (1753–1755), Kapelle Sankt Georg Dietershausen (1754) und Pfarrkirche Unterwachingen (1754) sowie die Pfarrkirche Maria Himmelfahrt (Seekirch) bei Riedlingen.
- Arlesheimer Dom (1759–1763): Pozzi, der sich bereits zur Ruhe gesetzt hatte, erhielt von dem Sohn Bagnatos, Franz Anton, das Angebot, in dem erst 80 Jahre alten, aber restaurierungsbedürftigen Dom die Dekoration des gesamten Innenraums, des Hauptaltars, der sechs Seitenaltäre und der Kanzel zu übernehmen: aufgrund der Größe des Gebäudes eine riesige Aufgabe, die der schon 55-jährige Künstler in dreijähriger Arbeit gemeinsam mit seinen Söhnen und wieder in Zusammenarbeit mit Appiani bewältigte. Allein für die Kanzel und die Altäre ließ er neun verschiedene Sorten echten Marmors herbeischaffen.[11]
- St. Ursenkathedrale Solothurn (1768–1771): Im Anschluss an Arlesheim hatte Pozzi mit dem Rat der Stadt vereinbart, bei der Lösung der Probleme zu helfen, die beim Bau der Kathedrale entstanden waren. So war er an der Planung beteiligt, während die tatsächliche Ausführung der Stuckarbeiten der Kirche, den elf Altären und der Kanzel durch die Söhne erfolgte (die Gloriole im Chor nachträglich von 1789 bis 1790 durch Carlo Luca; die drei Deckenmedaillons malte Domenico). „Es war wohl nicht nur das fortgeschrittene Alter, das Francesco bewegte, seinen Söhnen den Vortritt zu lassen. Vielmehr tendierte der künstlerische Geschmack bereits zur Abkehr von der üppigen barocken Verzierung, hin zu den klaren, strengeren Formen des Klassizismus.“[12]

## Bilder

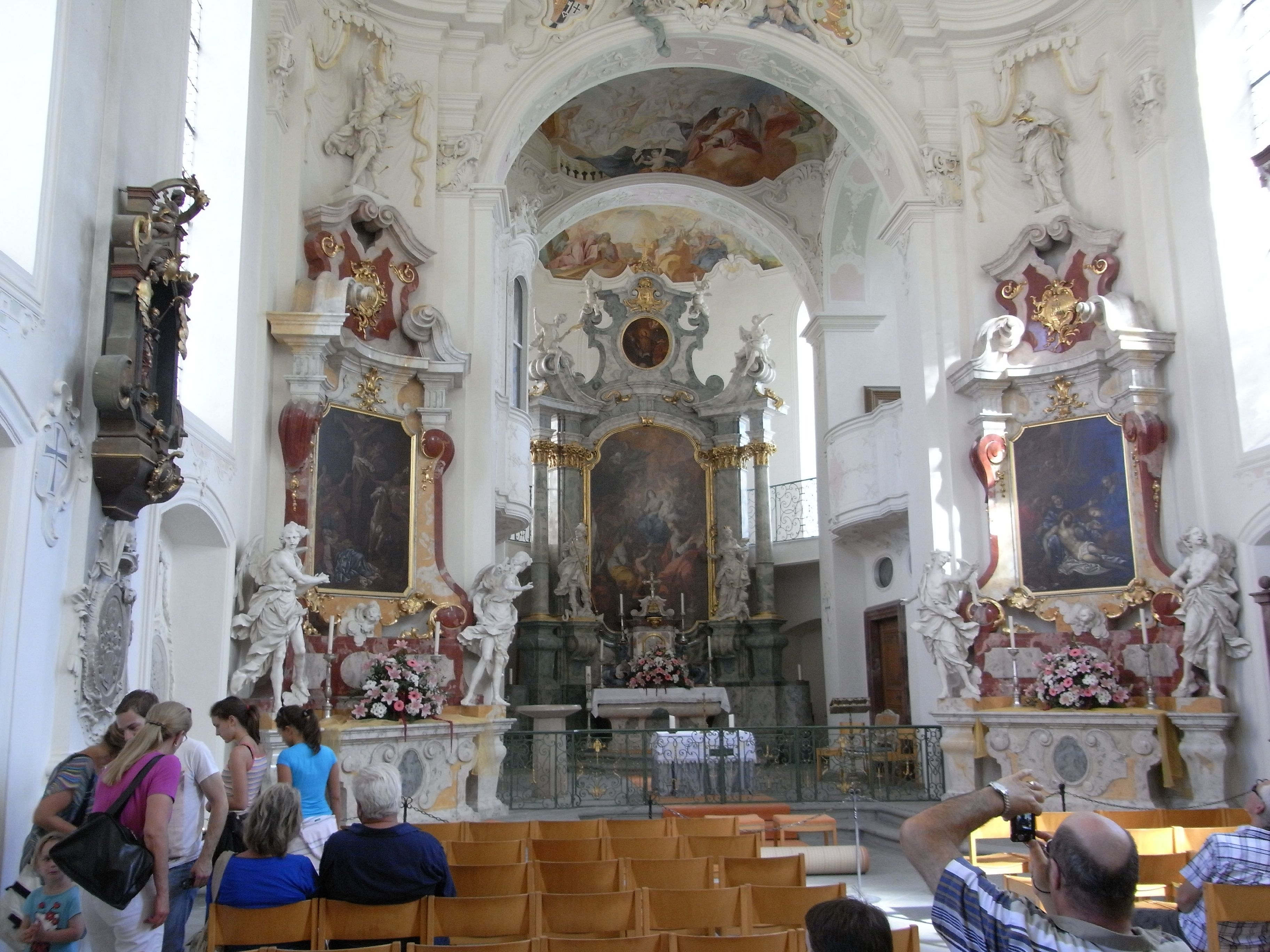
Schlosskirche Mainau
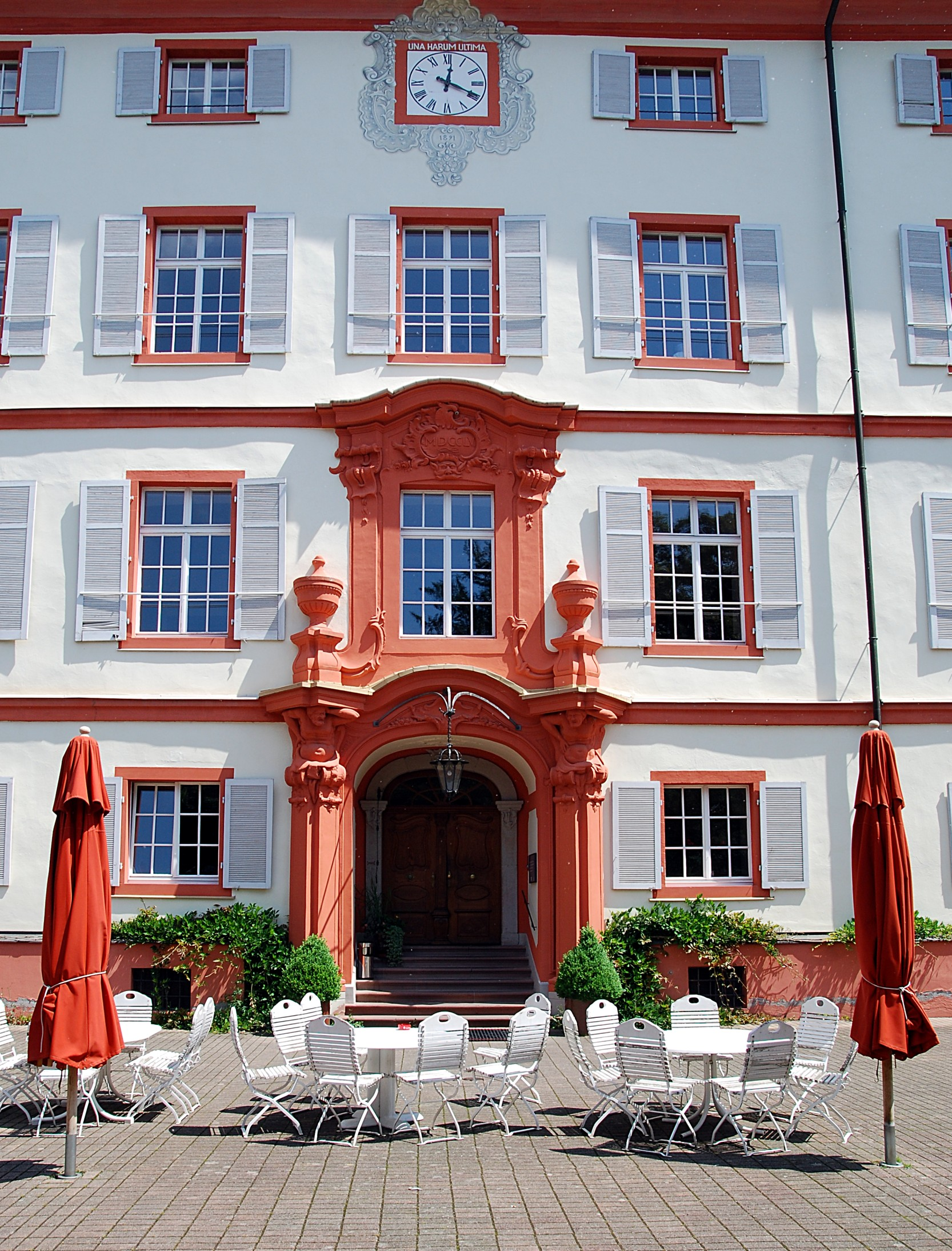
Eingangsportal von Schloss Beuggen
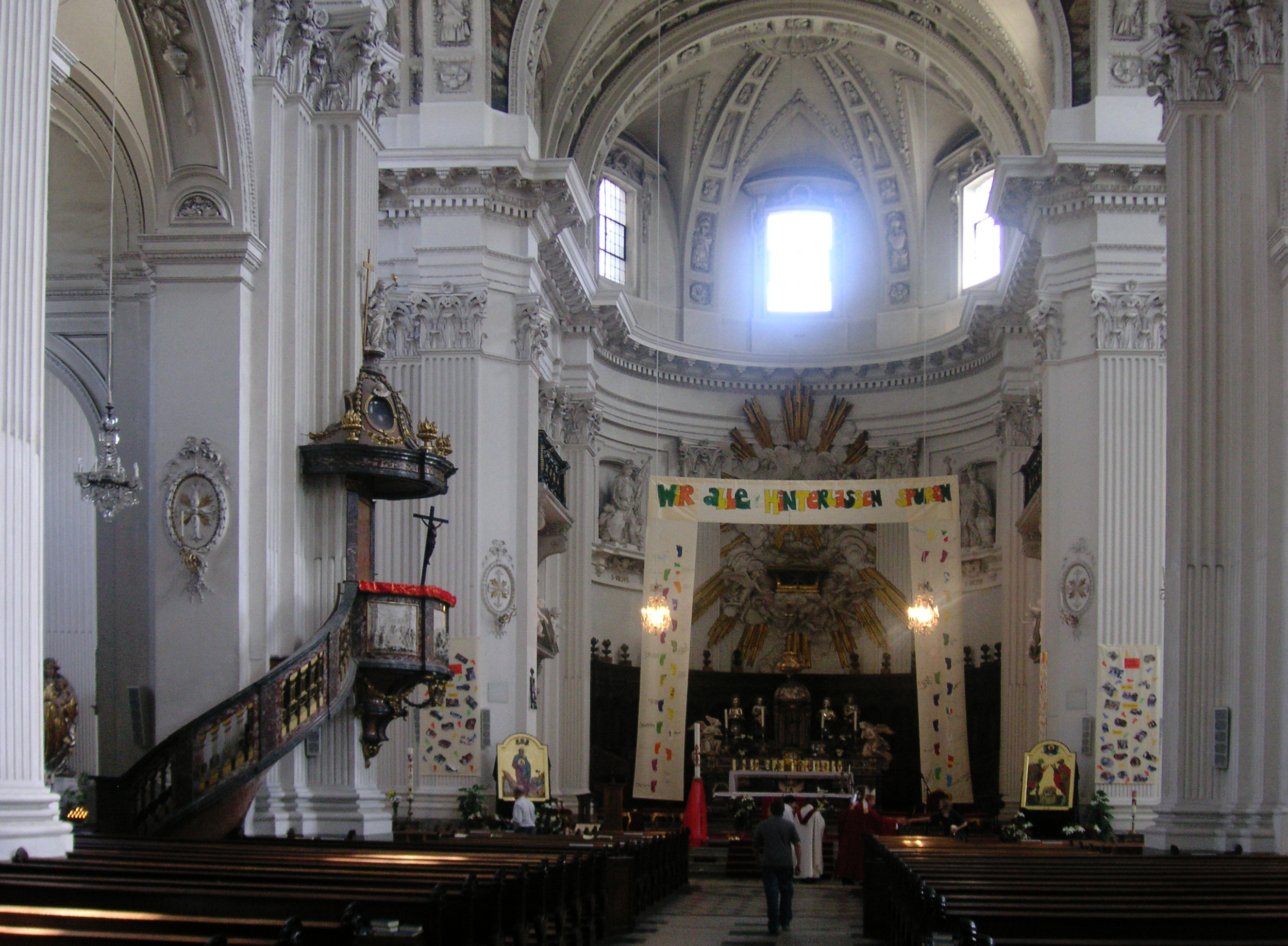
St. Ursenkathedrale Solothurn
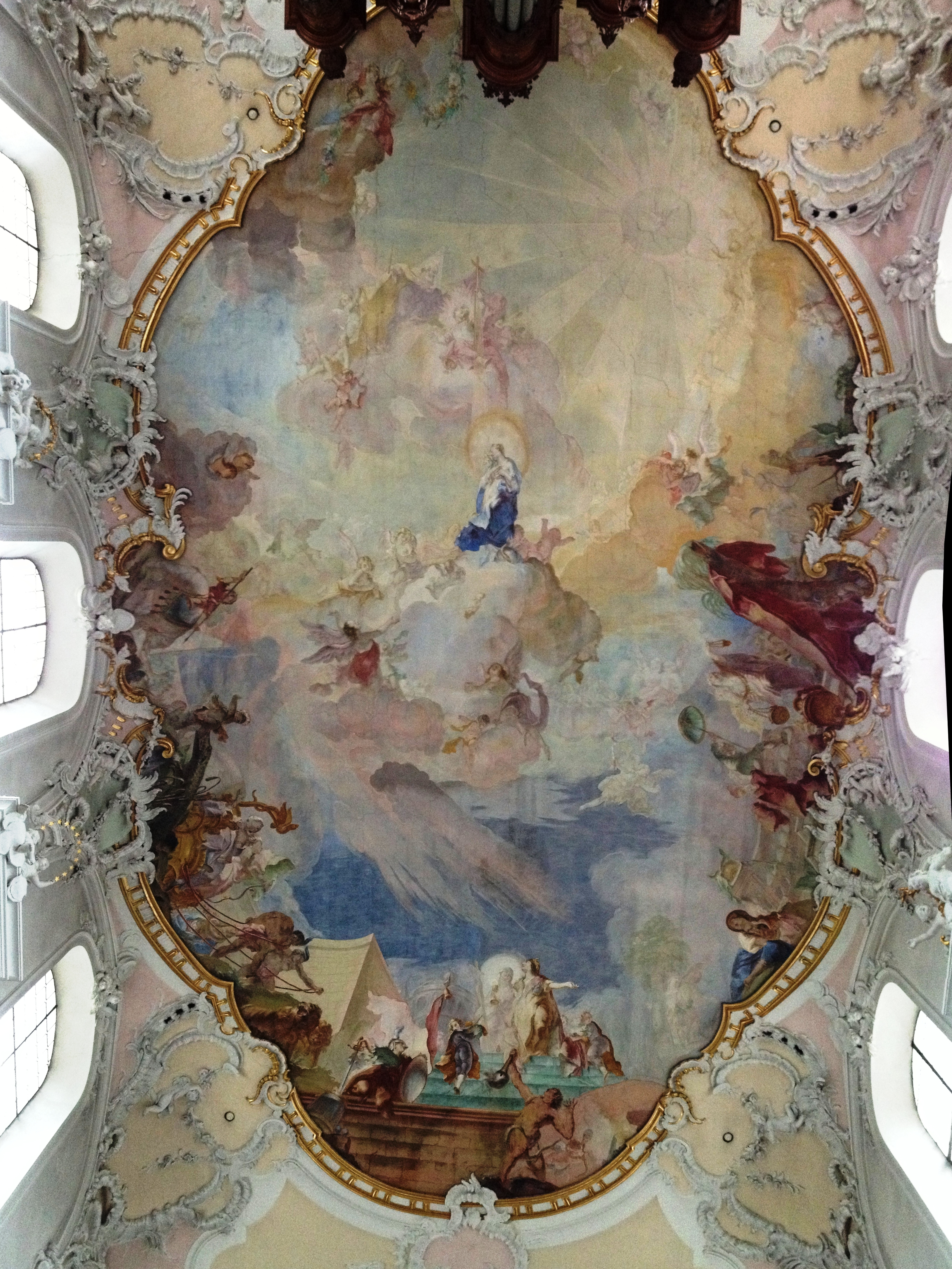
Arlesheimer Dom